# Sherwood Anderson
Sherwood Anderson (13 de setembre de 1876 - 8 de març de 1941) fou un novel·lista i escriptor de contes estatunidenc. La seva obra més reconeguda és el llibre de contes Winesburg, Ohio. Anderson ha influït a escriptors com Ernest Hemingway, William Faulkner, Erskine Caldwell i John Steinbeck, entre d'altres.

## Biografia
Anderson va néixer a Camden, Ohio. Després que el negoci del seu pare fes fallida, la família es va haver de mudar freqüentment i finalment es va instal·lar l'any 1884 a Clyde, Ohio. Les dificultats van dur el seu pare a l'alcoholisme; va morir l'any 1895.
Anderson es va mudar a Chicago. Es va allistar a l'exèrcit i va ser cridat a la guerra de Cuba contra Espanya. Un cop acabada la guerra va estudiar a la Wittenberg University de Springfield, Ohio.
L'any 1904 es va casar amb Cornelia Lane, la filla d'una família acomodada d'Ohio.
El novembre de 1912 va patir una crisi mental i va desaparèixer durant quatre dies.
Anderson va retornar a Chicago i va treballar en una companyia de publicitat. L'any 1916 es va divorciar i es va casar amb Tennessee Mitchell. La primera novel·la d'Anderson, Windy McPherson's Son, es va publicar l'any 1916.
La seva obra més coneguda és la col·lecció de 22 contes relacionats entre si Winesburg, Ohio, que va començar a escriure el 1919. Molts crítics consideren que en realitat és una novel·la i un dels millors llibres en llengua anglesa del segle xx. Descriu les frustacions dels habitants d'una petita comunitat rural, incapaços d'adaptar-se a les noves formes de vida. Els seus temes són comparables als de T. S. Eliot i d'altres escriptors modernistes.
Va escriure diverses novel·les abans del seu divorci de Mitchell el 1922. Dos anys després es va casar amb Elizabeth Prall.
L'any 1923, Anderson publica Many Marriages. Els seus temes apareixeran posteriorment a la majoria de les seves obres. F. Scott Fitzgerald va considerar Many Marriages i Circle Of Death les millors novel·les d'Anderson.
L'any 1924 Anderson es trasllada a Nova Orleans. L'any següent escriu Dark Laughter, una novel·la on relata la seva experiència a la ciutat.
El seu tercer matrimoni també va fracassar, i es va casar per quarta vegada amb Eleanor Copenhaver a finals dels anys 20. Anderson va dedicar la seva novel·la Beyond Desire (1932) a Copenhaver.
Anderson va morir a Panamà amb 64 anys a causa d'una peritonitis.

## Traduccions
- Winesburg, Ohio, Viena Edicions, 2009 ISBN 978-84-8330-538-6